# ヤンガ・R・フェルナンデス
ヤンガ・R・フェルナンデス（Yanga (Yan) Roland Fernández、1971年6月10日 - ）は天文学者。
カナダのオンタリオ州のミシサガに生まれ、アメリカ合衆国のニューヨークで育った。カリフォルニア工科大学で研究の後、メリーランド大学で博士号を取得した。1999年からハワイ大学で研究し、スコット・S・シェパードと木星の衛星のカルメ群を発見した。
2005年にセントラルフロリダ大学の助教授となった。
小惑星(12225) ヤン・フェルナンデス(Yanfernández)の命名の由来となっている。